# Анджей Нікодемович
А́нджей Нікодемо́вич (пол. Andrzej Nikodemowicz; укр. Андрій Мар'янович Нікодемович; 2 січня 1925 Львів — 28 січня 2017 Люблін, Польща) — польський і український композитор, піаніст, педагог.

## Біографія
Народився у Львові в сім'ї архітектора Мар'яна Нікодемовича. Родина мала польські, вірменські й українські корені. У 1939–1940 роках був органістом у костелі кармеліток босих, так як попередній органіст змінив роботу через радянську окупацію [3]. Він грав там на гармоні, бо в церкві не було органу. Після вступу німецької армії до Львова у 1941 році він із сім’єю був змушений покинути будинок, оскільки вся територія вулиць Потоцького та Чавартакова була зайнята гестапо. Під час німецької окупації він годував вошей в Інституті досліджень тифу та вірусів професора Рудольфа Вайгля — документ про працевлаштування в інституті захищав від примусової праці в Німеччині. Рік вчився на слюсаря в ремісничій школі, потім два роки в хімічній. У 1947–1950 грав в костелі Марії Магдалини. Навчався на хімічному факультеті Львівської політехніки у 1942–1946. Закінчив Львівську консерваторію (класи композиції — у Адама Солтиса, 1950; фортепіано — у Тадеуша Маєрського, 1954). Від 1951 — працює в консерваторії в кабінеті історії музики, згодом викладач. Від 1959 року член Спілки композиторів України. Проживав у Львові на вулиці Пушкіна, 76 (нині вулиця Генерала Чупринки). У цей період написав низку релігійних кантат, але офіційно був відомий лише як автор інструментальних творів. 1973 року композитора звільнено з консерваторії, із позбавленням права викладання, виключено зі Спілки композиторів. Приводом стало затримання комсомольським патрулем дітей Нікодемовича у Великдень при виході з костелу, а справжньою причиною - релігійні переконання композитора. По звільненні з консерваторії працював коректором українського відділення Музфонду і давав приватні уроки.
1980 року виїхав до Любліна. Викладає у Люблінському католицькому інституті та Університеті Марії Кюрі-Склодовської. Від 1995 року займає посаду «професора звичайного». Від 1989 року президент Люблінського відділу Спілки польських композиторів. Бере участь у діяльності фундації «Muzyka Kresów», стає її почесним президентом. у 1982–1992 роках диригує хором Вищої духовної семінарії. Працює в різних жанрах та формах. Особливе місце посідають сакральні твори.
2010 року отримав звання почесного громадянина міста Любліна.

## Твори
- Романс для скрипки і фортепіано (1947).
- Соната для фортепіано (1949).
- Цикл «Соноріт» для скрипки та для віолончелі — соло з «підготовленим» фортепіано (1960-ті).
- «Шістдесят шість експресій» для фортепіано (1959–1960).
- «Двадцять експресій» для фортепіано з оркестром (1960).
- «Концертна музика» для голосу з оркестром (1963).
- «Три колискові» для гобоя і фортепіано, «Три ноктюрни» для труби і фортепіано, «П'ять діалогів» для флейти і фагота (1964).
- Концертино для фортепіано і духового оркестру (1967).
- «Камерний концерт» для фортепіано з оркестром (1968).
- Байка «Szklana Góra» — поєднання музики зі сценічним дійством, пантомімою і декламуванням. Лібрето Я.Поразінської. 1969.
- «Сонористична композиція» для скрипки, віолончелі та фортепіано (1971).
- Цикл «Сім польських народних пісень» для змішаного хору (а капела, 1972).
- Концерти для голосу та симфонічного оркестру (1972).
- Симфонія (1975).
- «Літанія лоретанська» (Litania Loretańska) — 4 версії для різного складу хору і оркестру, написані протягом 1960–1990 років.
- Сім концертів для фортепіано, два для віолончелі й один для скрипки з оркестром.
- «П'ять діалогів для флейти і фагота».
- Близько 50 релігійних кантат.

### Твори з участю органа
- Реквієм для сопрано, хору і органа (1952—1998)
- Salve Regina — для хору хлопчиків і органа (1981)
- Z gorzkich żalów «Płacz u grobu Chrystusa Pana» (версія ІІ) — для баритону і органа (1981)
- Ofiara Wieczorna (версія ІІ) — кантата для змішаного хору і органа (1984)
- «Літанія лоретанська» (Litania Loretańska) для сопрано і органа (1985)
- Антифони до Пресвятої Діви Марії (версія II) для змішаного хору і органа (1985) на текст Германуса Контрактуса (XI ст.)
- Ламентація «Ритм до Господа Ісуса розп'ятого, епізод Страстей Христових» (версія III) для сопрано соло і органа (1990)
- Чотири пісні до слів Джорджа Герберта (George Herbert) для сопрано, труби та органа (1992)
- Дві токати для органа (1992)
- Шість медитацій (версія I) для труби й органа (1997)
- Шість медитацій (версія II) для органа (1997)
- Шість медитацій (версія IV) для флейти Пана та камерного оркестру (1997)
- Hymnus pro peccatis для сопрано, хору і органа (1999)
- Години про Непорочне Зачаття Діви Марії для тенора (або сопрано) i невеликого оркестру (або флейти, гобоя і органа) (1999)
- Цикл варіацій на тему Великодної пісні «Христос встав із мертвих» (Chrystus zmartwychstan jest)
- Цикл варіацій Ave Maris Stella
- Цикл варіацій на тему пісні «Хвала тобі, Господи»
- Польська сюїта для органа
- Триптих для сопрано і органа на текст 3-го псалму в польському перекладі Яна Кохановського (1990)